# 鹿島御児神社
鹿島御児神社（かしまみこじんじゃ）は、宮城県石巻市に鎮座する神社である。旧社格は県社。延喜式内社の陸奥国百座のうちの一座である。

## 祭神
- 武甕槌命、鹿島天足別命（かしまあまたりわけのみこと：武甕槌命の御子神）の親子二神を祀る。

## 由緒

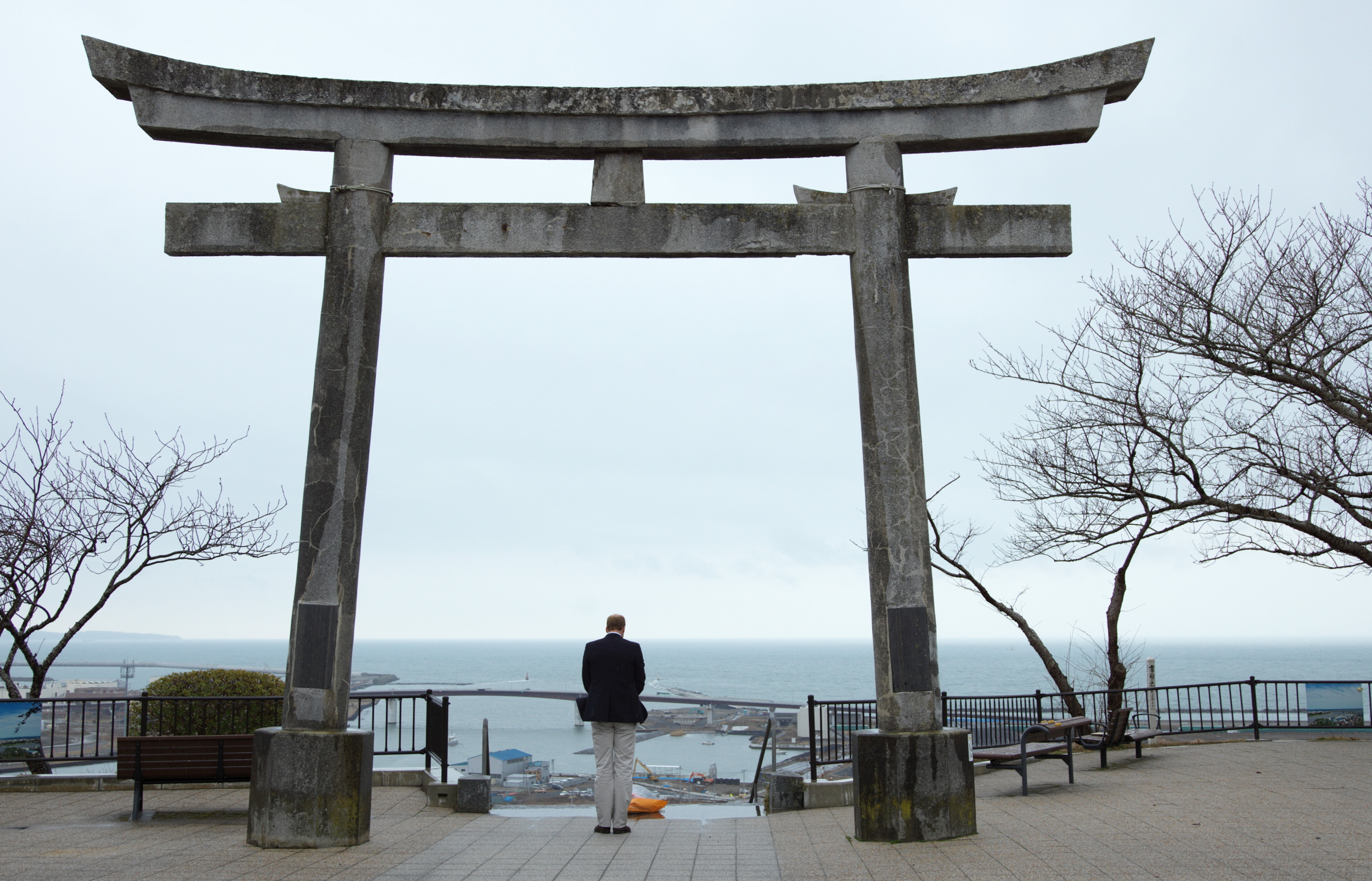
2015年3月1日、鳥居にて東日本大震災の犠牲者に対して献花するウィリアム王子

創建については不詳であるが、859年（貞観元年）に「鹿島御児神社」の文字が初めて見られた。鹿島御児神社は『三代実録』に記載されている「鹿島大神苗裔を祀る陸奥国の三十八の神社のうちの一社」であり、延喜式神名帳にも「牡鹿十座」の一つとして、その名が記載されている。
祭神の武甕槌命と鹿島天足別命は親子神であり、武甕槌命は香取神宮の祭神である経津主神とともに、鹽竈神社の祭神である塩土老翁神の先導のもと、東北地方の平定を行ったとされている。御子神の鹿島天足別命は、経津主神の御子神である阿佐比古命と共に東夷征伐と辺土開拓の命令を受けて、海路を下向して奥州へとやってきたという。天足別命と阿佐比古命の乗った船が現在の石巻の沿岸へ到着し停泊した時、錨が石を巻き上げたことから「石巻」とこの地を呼ぶようになったという伝承が残されている。
天足別命を祀る神社は、宮城県から福島県の沿岸部にかけて数社鎮座している。福島県南相馬市鹿島区に鎮座する延喜式内社の鹿島御子神社には天足別命と第六天魔王に関する言い伝えがあり、同じく延喜式内社である宮城県亘理郡亘理町の鹿島天足和気神社や富谷市の鹿島天足別神社は、天足別命は祭神ではないものの神社名に「天足別（和気）神」という名前が入っており、いずれの神社も上記の『三代実録』に「陸奥国に鎮座する鹿島大神苗裔を祀る三十八社」として記録されている。なお、石巻市折浜地区には、香取伊豆乃御子神（阿佐比古命）を祀る延喜式内社の香取伊豆乃御子神社が鎮座している。
鹿島天足別命は倭建命の東方遠征に同行した臣狭山命（中臣氏の祖）や浮田国造（吉弥侯部祖）によって広がったと見られ、奥州における大和民族の開拓事業の先駆者・地方開発の祖神として主に吉弥侯部氏らによって崇敬されており、古くから鹿島御児神社は仙台藩主などの権力者から社領・宝物の寄進や社殿の修築が行われてきた。1874年（明治7年）には村社に列し、1921年（大正10年）には郷社、1935年（昭和10年）には県社に列した。
鹿島御児神社は武神である武甕槌命と天足別命を祀るため、勝利の神として職業繁栄・悪疫除け・鬼門除け・安産の神・海上安全・交通安全祈願の守護神として信仰されている。

## 境内
- 鳥居・参道
  - 鳥居は鉄筋コンクリート製で高さ約5メートルであり、1935年（昭和10年）に設置され、東日本大震災を耐え抜いた鳥居として著名であった[4]。しかし、長年の経年劣化に加えて、度重なる地震による損傷が目立つようになり、2021年（令和3年）5月1日発生の地震で一部が損壊したため、解体された[4]。なお、再建費用についてはクラウドファンディングの利用し、工事費1,800万円のうち、1,200万円を集めることに成功した[5][6]。新しい鳥居は2021年（令和3年）12月12日に旧鳥居より１メートルほど神社側に位置を移して、再建された[6]。高さは約7メートルで、秋田杉の板を使い、表面に木目を付けた。台座部分には雄勝スレートを貼って装飾し、基礎を強化して耐久性を高めた[6]。

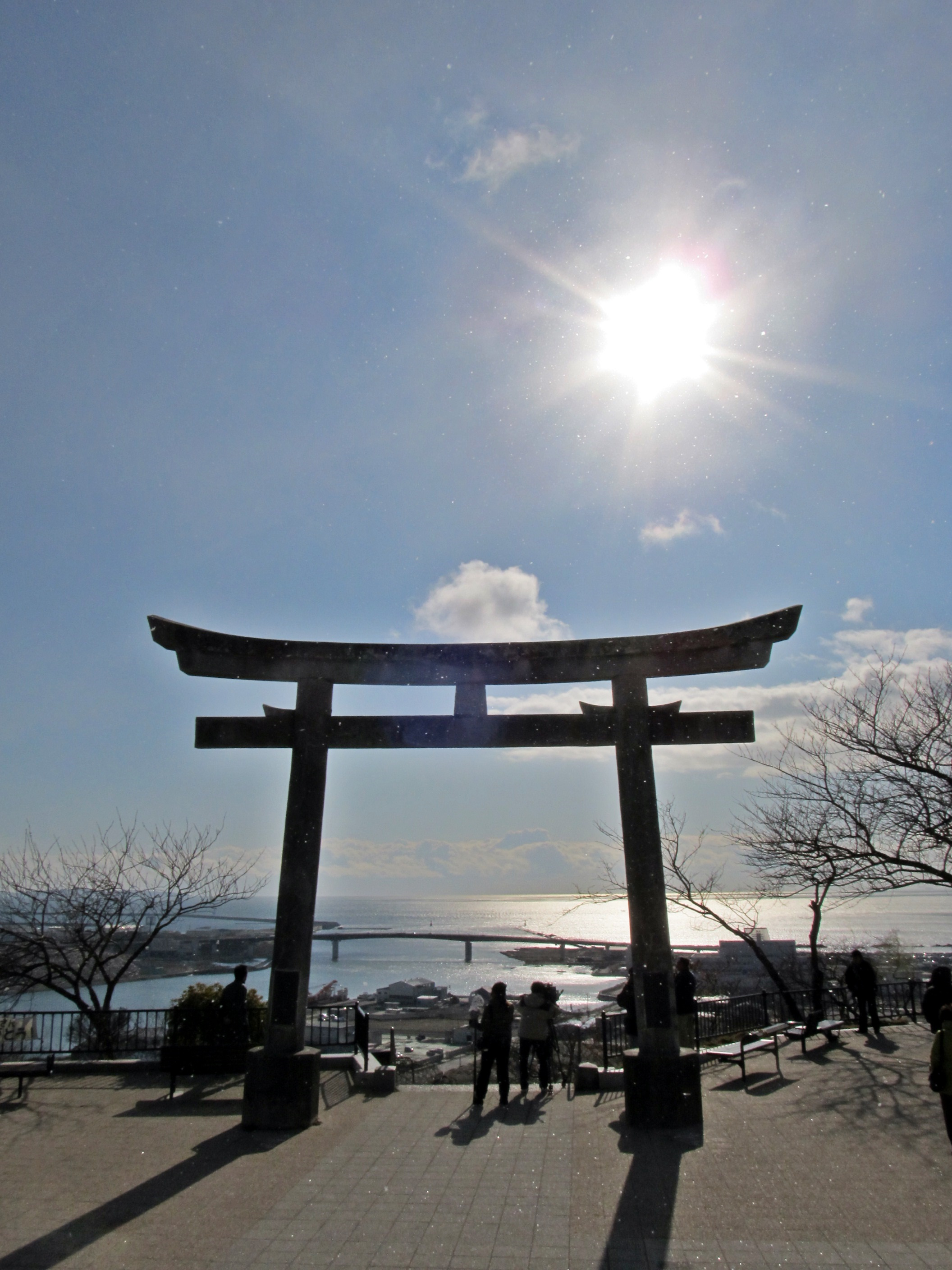
2021年5月22日までの鹿島御児神社鳥居
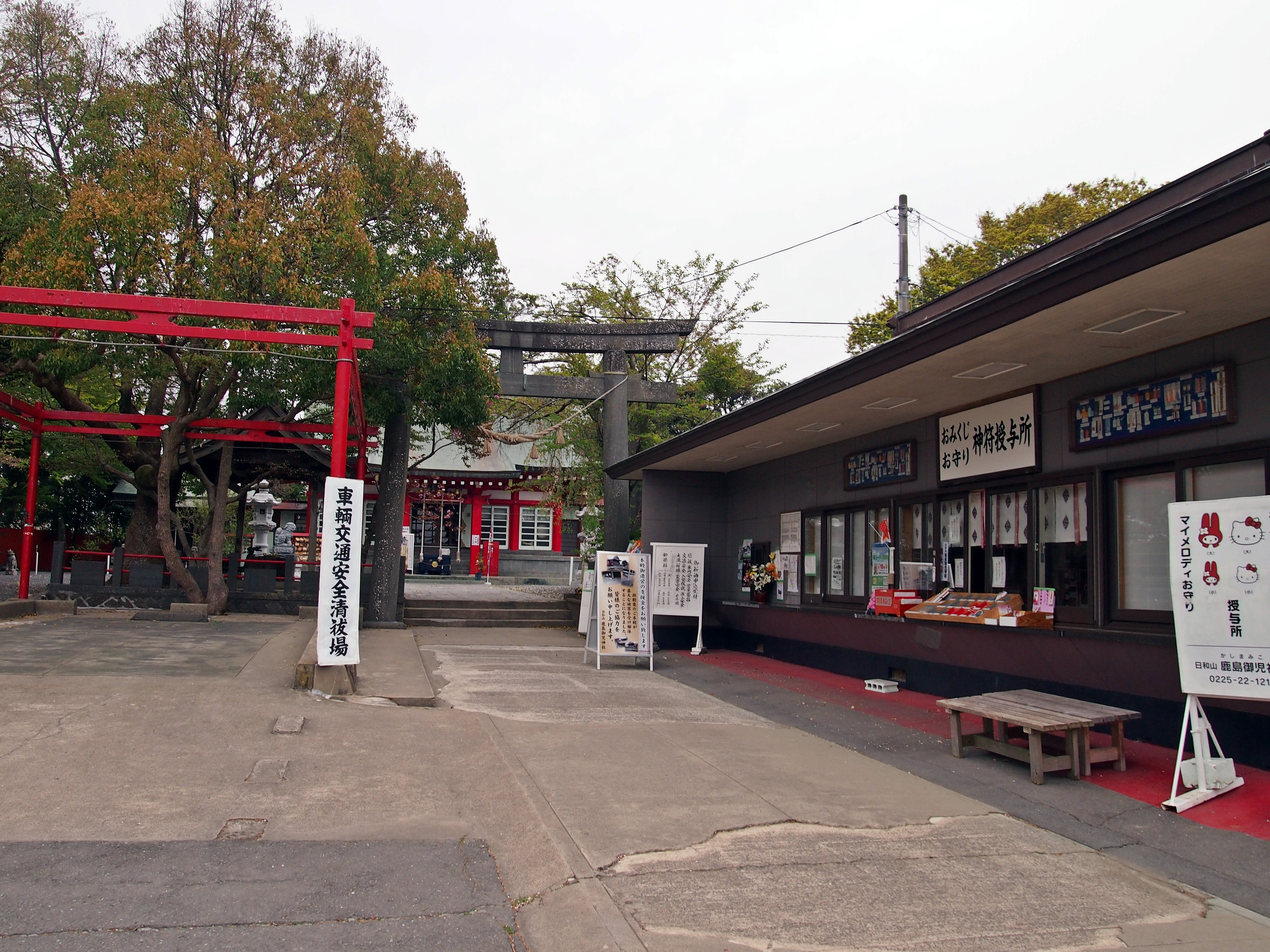
鹿島御児神社参道

- 社殿（拝殿・幣殿・三間社入母屋造の本殿）
  - 拝殿は1970年（昭和45年）に増改築された鉄骨コンクリート製・銅板板葺き入母屋造のもの。木造三間社入母屋造の本殿は築250年を超える歴史的建造物であったものの、東北地方太平洋沖地震により基礎部分や瑞垣に甚大な被害を受けて、2013年（平成25年）に解体された。その際本殿内陣に納められていた神体や御帳台はいったん幣殿部分に遷座された。新しい本殿の造営計画は氏子の多くが被災したため困難となり、浄財寄付の協力を呼びかけた。[7]こうした中、2020年（令和2年）に創建150年を迎えることとなった伊勢山皇大神宮の奉祝事業の一環として実施された社殿の建て替えの際、2013年（平成25年）の伊勢神宮第62回式年遷宮で造替された内宮・皇大神宮の西宝殿が新しい本殿となり、これに伴って不要となった1928年（昭和3年）に建てられた旧本殿が遷座されることとなった[8]。伊勢山皇大神宮から譲受した新本殿の工事は2019年（令和元年）10月に完成した。

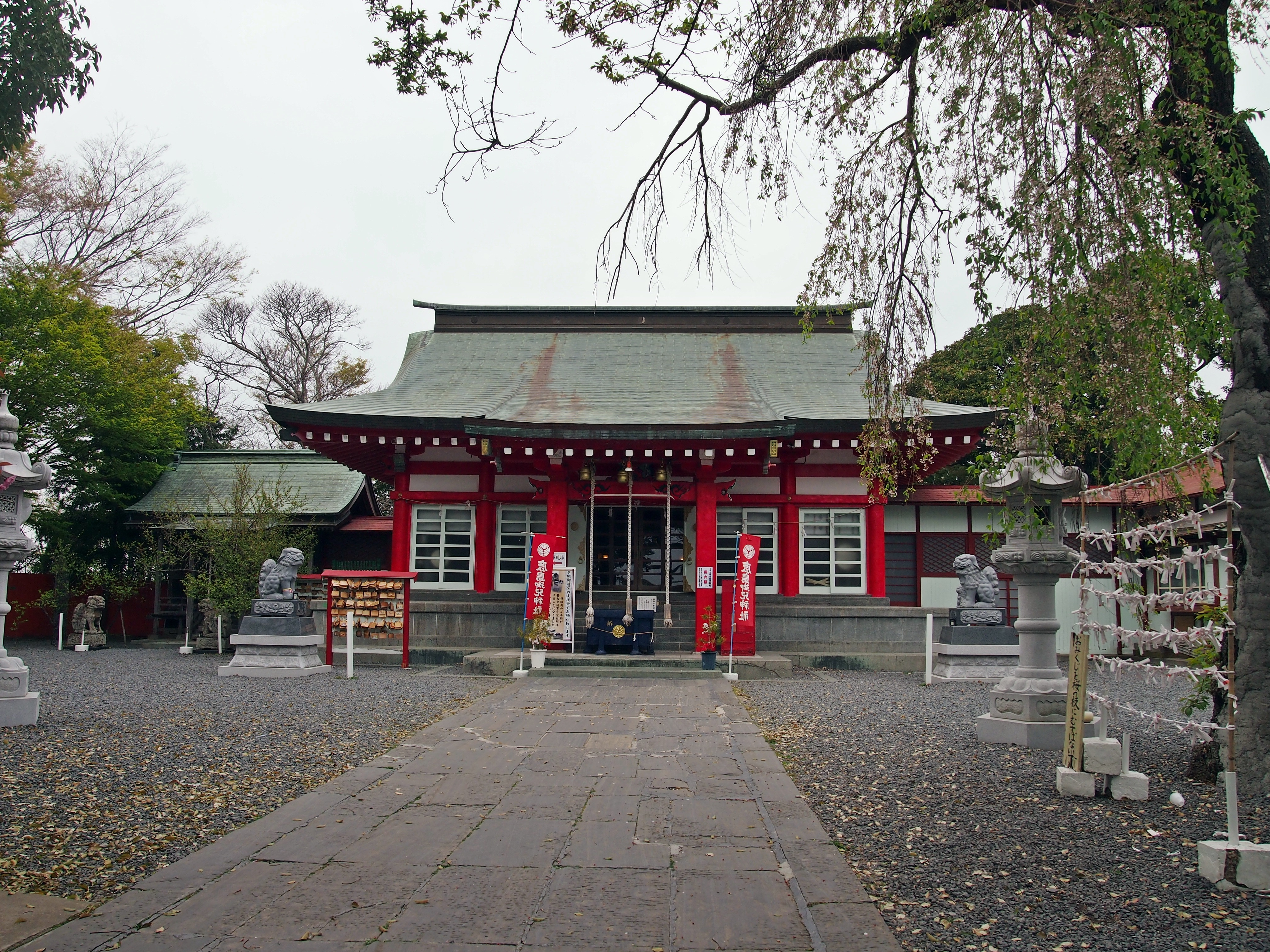
鹿島御児神社拝殿
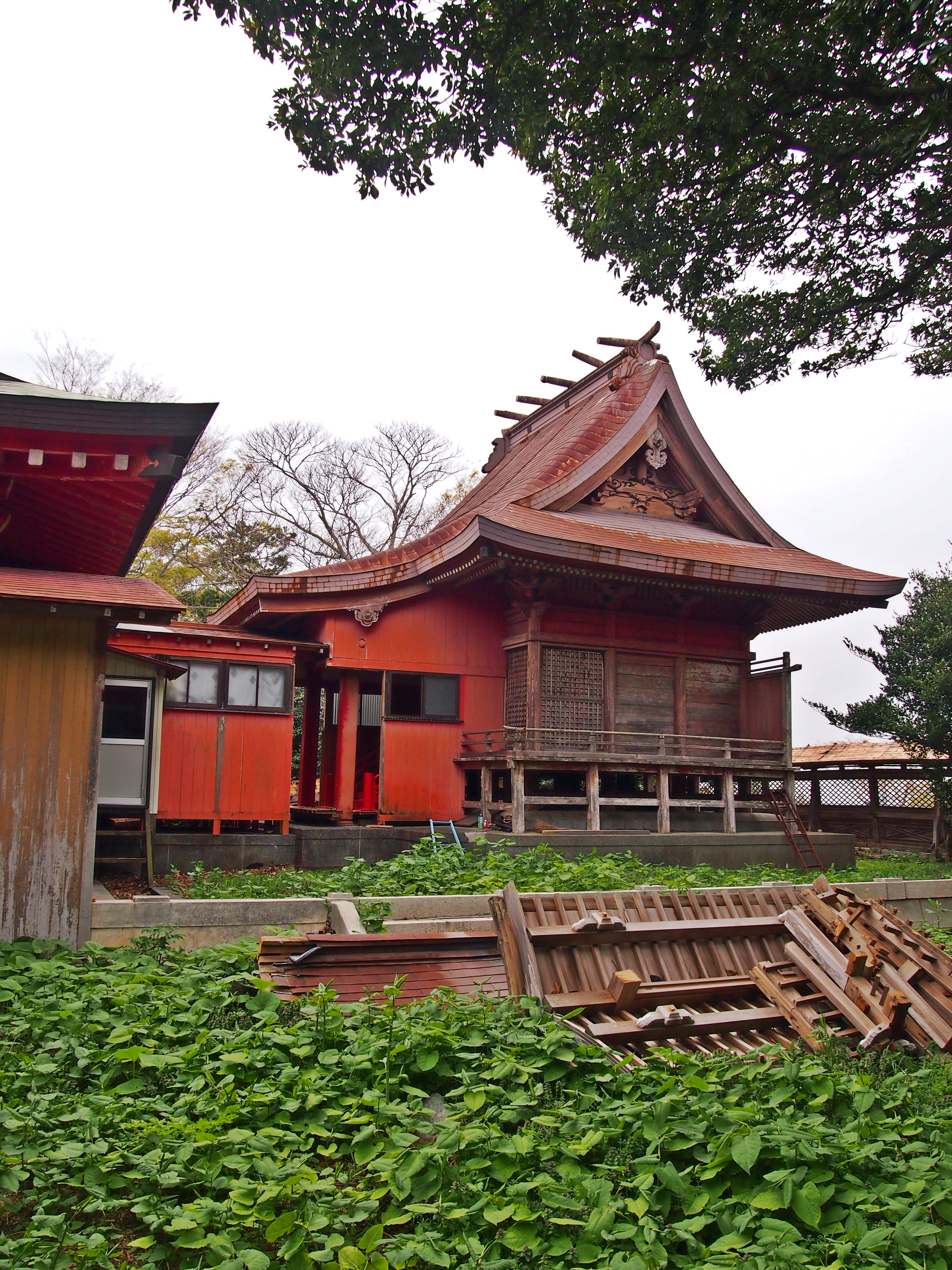
震災後の鹿島御児神社旧本殿 土台や瑞垣が地震の被害を受けている
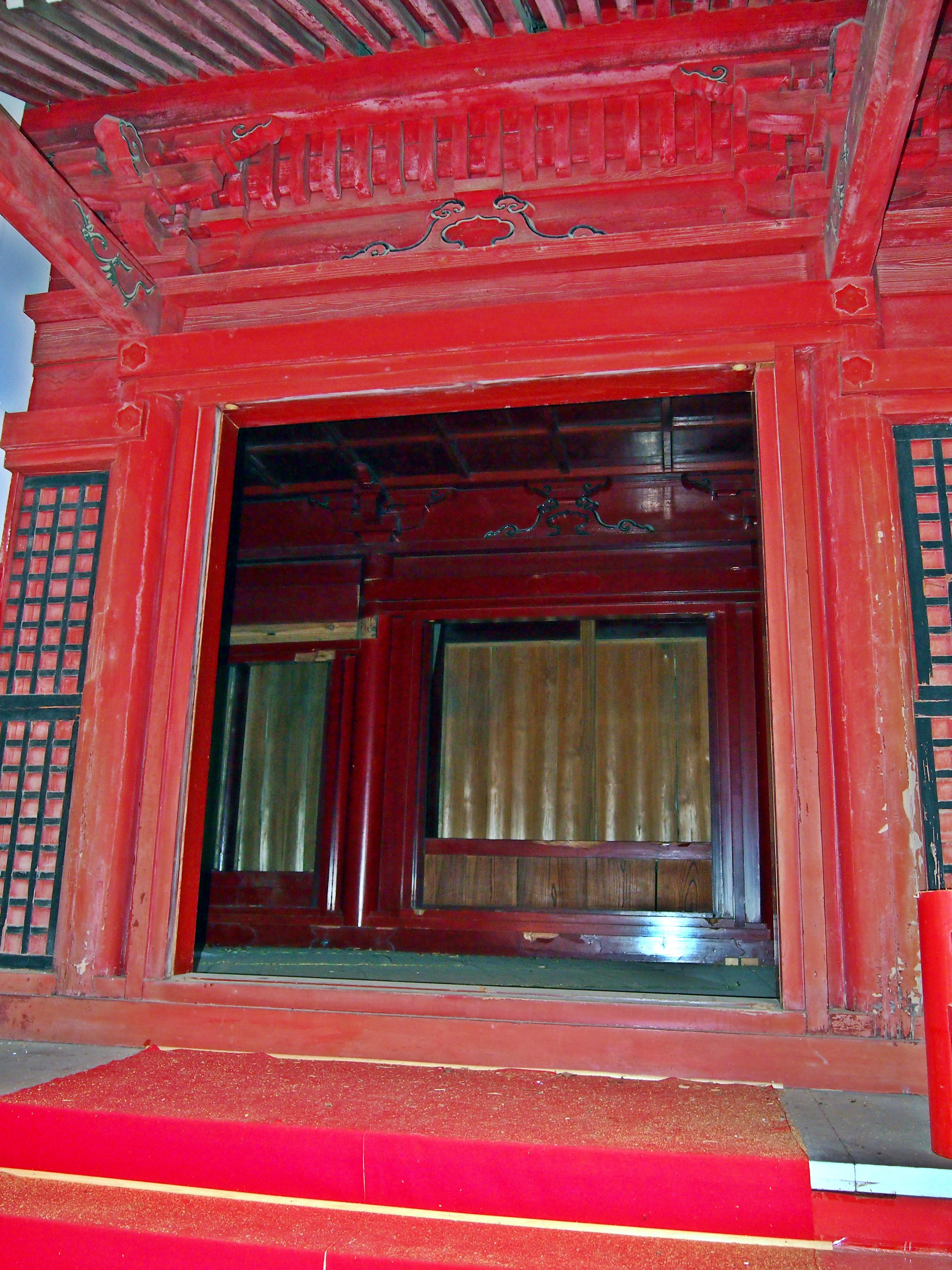
鹿島御児神社旧本殿内部 内陣には神体を納めた御帳台があったという

- 境内社
  - 八幡神社（祭神：誉田別命）
  - 日和山天満宮（祭神：菅原道真公）
    - 八幡神社と日和山天満宮は安永年間に村民が勧請したと伝わる。

  - 稲荷神社（祭神：倉稲魂命） 
    - 1935年（昭和10年）に京都の伏見稲荷大社から勧請されたという。

  - 愛宕神社（祭神：迦具土神）
    - 嘉禄年間に勧請されたが、その後荒廃し、文禄年間に伊達政宗が朝鮮国へ渡海した際、村民の船人で阿部土佐という者が愛宕大神に祈願したところ難風（船の航行を妨げる風）から免れることができたという。帰国した後に荒廃していた社殿を再建したという。1976年（昭和41年）に鹿島御児神社へ遷座された。

  - 善海田（ぜんかいた）稲荷神社：元の社殿は石巻市南浜地区にあり、震災後も同地に石祠が鎮座している。

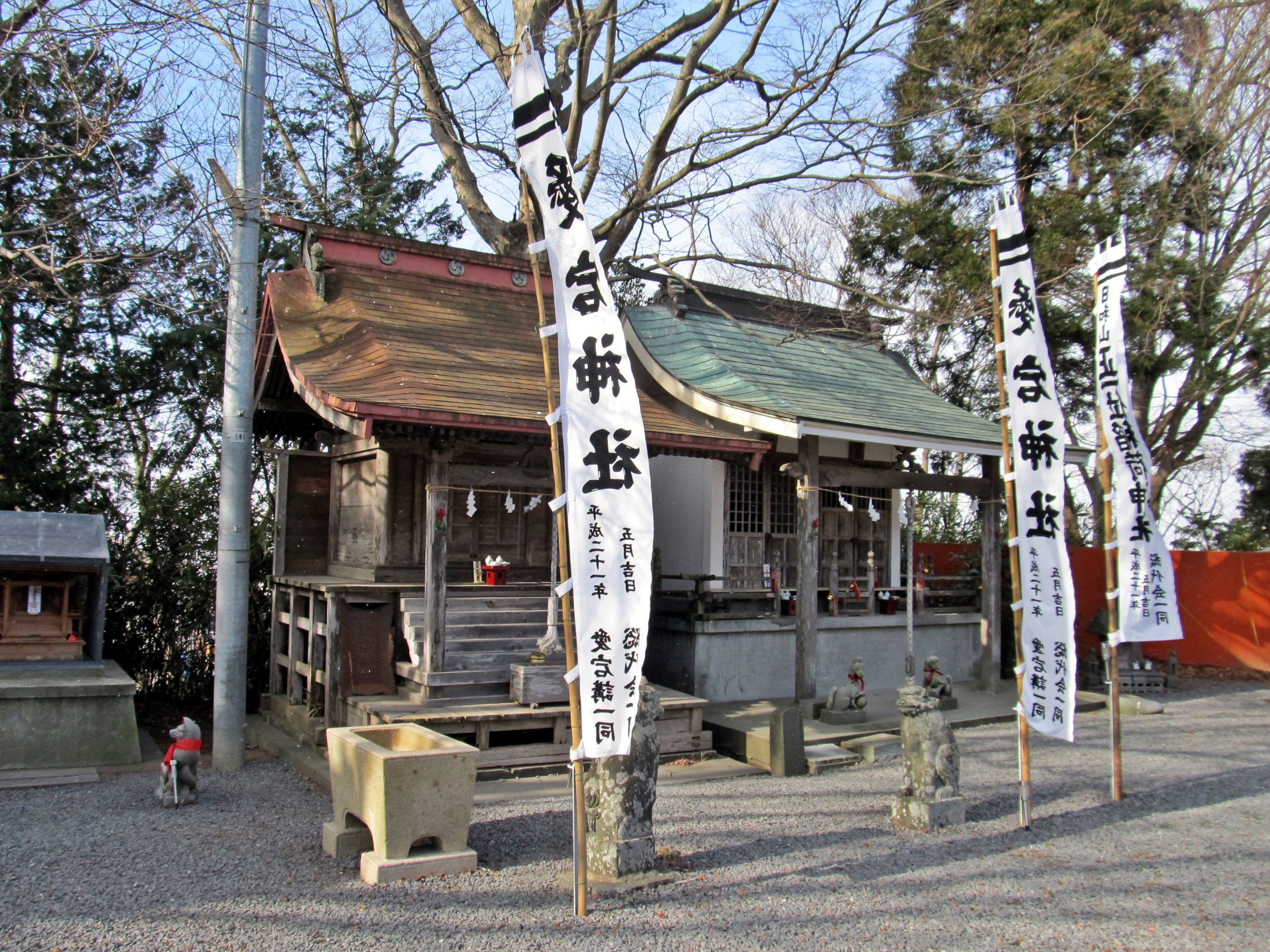
愛宕神社（左）と八幡神社・稲荷神社（右）
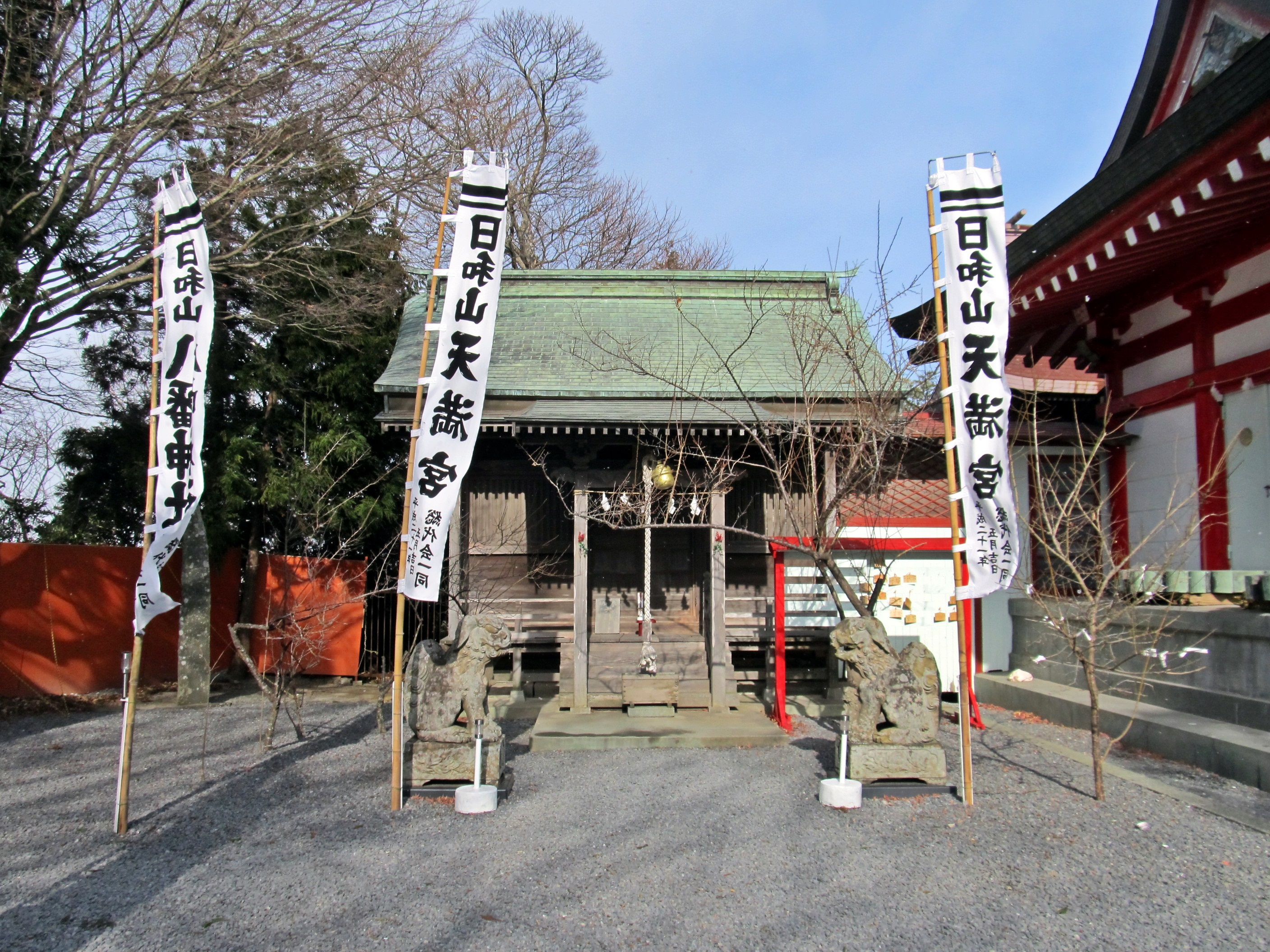
日和山天満宮
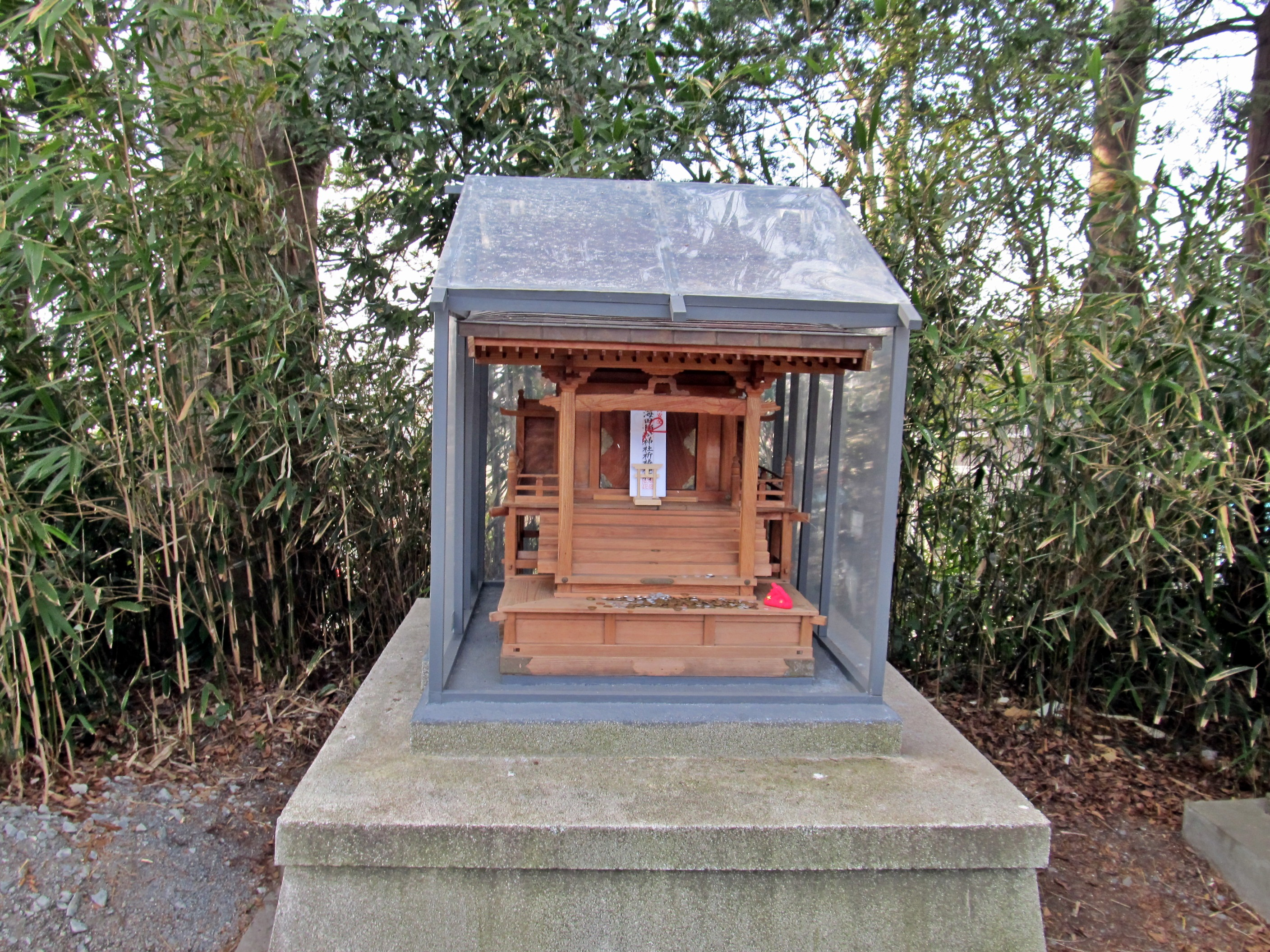
善海田稲荷神社

- その他に社務所や参集殿、鳥居付近には太平洋や北上川河口・日和大橋を望むことができる展望台などがある。

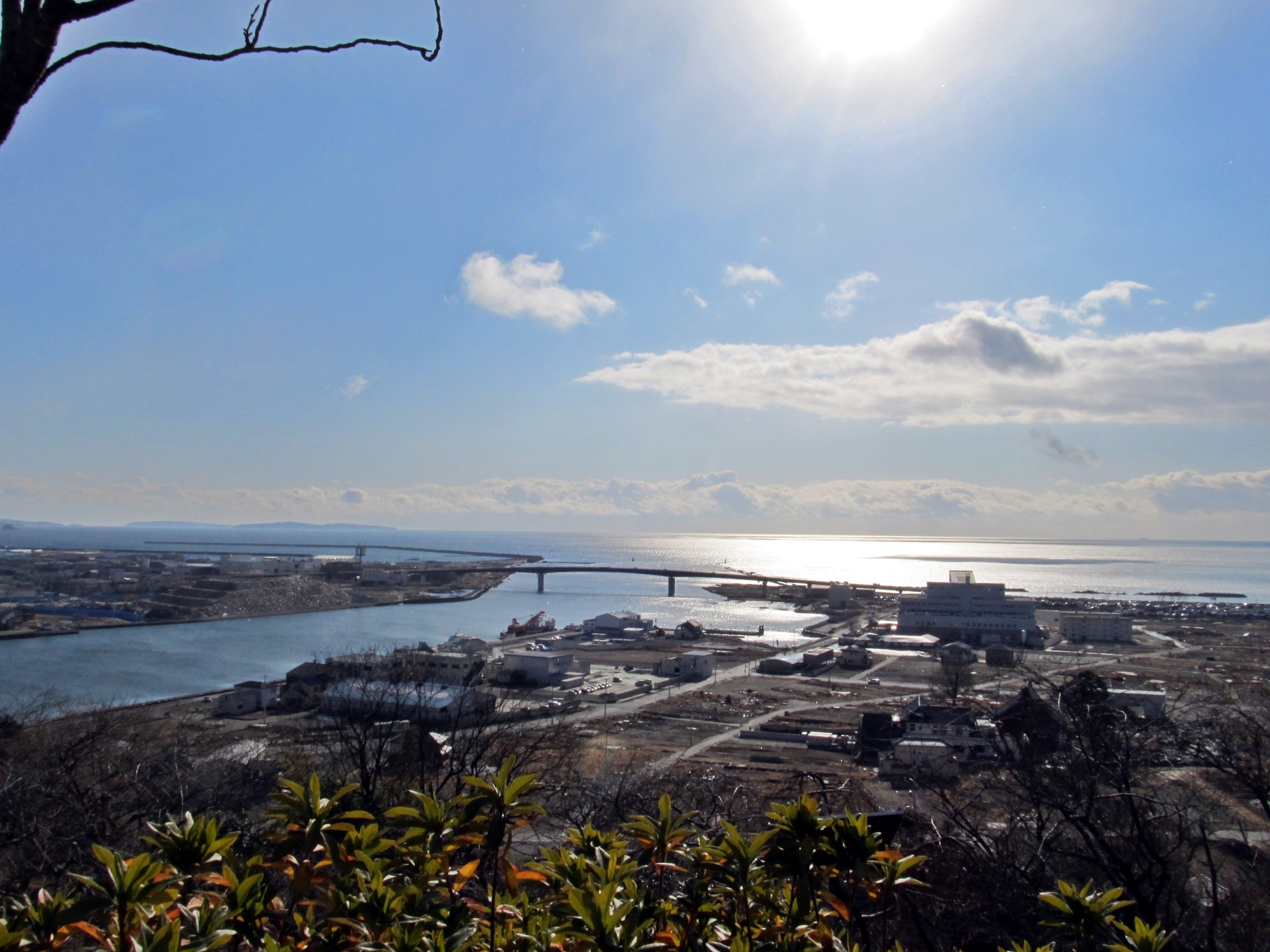
鹿島御児神社の展望台からの眺め（2012年1月）